# Jean II de Bretagne
Pour les articles homonymes, voir Jean II.
Jean II de Bretagne (né le 3 ou 4 janvier 1239 et mort le 18 novembre 1305 à Lyon), fils de Jean Ier le Roux, duc de Bretagne, et de Blanche de Champagne-Navarre, fut duc de Bretagne (1286-1305), comte de Richmond (1268-1305) et pair de France (1297) .

## Biographie
Très proche de son beau-frère, le futur roi Édouard Ier d'Angleterre, et alors seulement comte de Richmond, il l'accompagne à la huitième croisade. Il y rejoint son père et le roi Louis IX. La croisade se termine par la mort du roi en 1270 à Tunis. Alors que son père rentre en Bretagne, il suit Édouard d'Angleterre en Palestine, avec la croisade. En 1285, il accompagne Philippe III le Hardi, roi de France, en guerre contre le roi d'Aragon (Croisade d'Aragon). 
Jean II avait laissé aux soins du roi d'Angleterre plusieurs de ses enfants dont son fils cadet, Jean de Bretagne, qui est nommé par ce dernier capitaine général de Guyenne et défend cette province contre l'armée du roi de France, menée par Charles de Valois dans la Guerre de Guyenne après la confiscation prononcée le 19 mai 1294. 
C'est à l'occasion de ce conflit que le duc Jean II convoque à la mi-août 1294 à Ploërmel ses vassaux directs. Le fameux « Livre des Ostz » qui répertorie en détail l'ensemble des fiefs et leur seigneur répartis en sept baillies avec le recensement des hommes de guerre attachés à chacun détaille 166 chevaliers, 17 écuyers et 30 archers.
En Guyenne, son fils Jean de Bretagne, ne subit que des revers. Les Anglais cherchant à se ravitailler en Bretagne pillent l'abbaye Saint-Mathieu de Fine-Terre. Jean II abandonne alors la cause anglaise en 1296  et se voit privé du comté de Richmond par le roi Édouard Ier d'Angleterre. Il marie son petit-fils, le futur Jean III, avec Isabelle, la fille de Charles de Valois, et son duché est érigé en pairie en septembre 1297 par Philippe IV le Bel roi de France.
De 1297 à 1304, il joint sa bannière à celle du roi de France dans sa lutte contre les Flamands. Lorsqu'en 1302 l'armée royale est écrasée lors de la bataille de Courtrai le duc de Bretagne n'y prend pas part. Mais deux ans plus tard le 18 août 1304 jour ou le royaume de France venge le désastre de Courtrai lors de la victoire de Mons-en-Pévèle, Jean II est sur le champ de bataille. Le 1er mai 1304, le roi d'Angleterre lui rend le comté de Richmond qui après sa mort deux ans plus tard est transféré à son second fils et homonyme Jean de Bretagne. C'est sous son règne que vécut Yves Hélory de Kermartin († 1303).  

### Décès accidentel
En 1305, la paix revenue, il se rend à Lyon le 6 novembre pour le sacre du pape Clément V afin de régler ses différends avec l'épiscopat breton. Au retour de l'église Saint-Just, alors que le duc tient la bride de la mule pontificale, un mur sur lequel une foule de spectateurs est en place s'effondre, renversant le souverain pontife et ensevelissant Jean II (14 novembre). On l'en retire mourant, et il expire quatre jours plus tard, le 16 novembre/18 novembre. Son corps est placé dans un cercueil de plomb, embarqué sur la Loire et ramené en son duché pour être inhumé le 16 décembre aux Carmes de Ploërmel qu'il avait fondés. 
Le gisant du duc, ainsi que celui de Jean III, est transféré en l'église Saint-Armel en 1821. L'inventaire de ses coffres est effectué dans ses châteaux de Nantes et de Suscinio et dans sa demeure parisienne de Longjumeau. Il en reste deux documents, l'un de 1303 et l'autre de 1306 montrant que son trésor s'élevait à près de 166 000 livres tournois. Son testament, d'un mètre carré, est conservé aux Archives départementales de la Loire-Atlantique. Dans son testament, Jean II effectue plusieurs legs. Pour une future croisade, il fait un don de 30 000 livres, 6 000 livres sont pourvues pour des familles nécessiteuses, 2 000 livres vont être données aux filles nobles célibataires pour les aider à se marier, des sommes diverses et variées sont données à divers établissements religieux. Le testament ira jusqu'à donner une part des richesses du duc à ses domestiques pour leurs "loyaux services".

## Mariage et descendance
En novembre 1260, à Saint-Denis, il épouse Béatrice d'Angleterre (1242-1275), fille du roi d'Angleterre Henri III Plantagenêt, qui lui apporte en dot le comté de Richemont.
Ils ont six enfants :
- Arthur II (25 juillet 1262 - † 1312), duc de Bretagne ;
- Jean (1266 – † 17 janvier 1334), comte de Richmond (1306-1334). Il sert Édouard II d'Angleterre en Écosse contre Robert Ier d'Écosse. Il est fait prisonnier  lors de la bataille d'Old Byland, livrée près de l'abbaye de Byland en 1322. Il n'est libéré qu'en 1324 ;
- Marie (1268 – † 5 mai 1339), mariée en 1292 à Guy IV de Châtillon, comte de Saint-Pol ;
- Pierre (1269 – après mars 1314), vicomte de Léon jusqu'en 1294. C'est un prince passionné par les chevaux, et qui s'endette si bien pour satisfaire sa passion qu'il est obligé de vendre la vicomté de Léon à son frère Arthur II. Il participe aux guerres de Flandre avec son père[11] ;
- Blanche (1270 – † 19 mars 1327), mariée à Philippe d'Artois (1269 - 1298) ;
- Aliénor (1275 – † 16 mai 1342). Religieuse en 1286, 16e abbesse de Fontevraud (1304-1342), elle lègue à son abbaye le Graduel d'Aliénor de Bretagne.